# Perpignan
Perpignan je hlavní město jihofrancouzského departementu Pyrénées-Orientales, 25 km severně od španělských hranic a 11 km západně od pobřeží Lvího zálivu, který je součástí Středozemního moře. Městem protéká řeka Têt. Je na evropské silnici E15. V roce 2018 zde žilo přes 119 000 obyvatel. Letiště Perpignan-Rivesaltes je 5 km severně od města. 
Perpignan je univerzitní město a nachází se zde řada historických budov, převážně v gotickém slohu. Je centrem obchodu s vínem a zemědělskými produkty. K hlavním pamětihodnostem patří Palác mallorských králů ze 13. století, katedrála sv. Jana Křtitele a vstupní brána Le Castillet.

## Historie

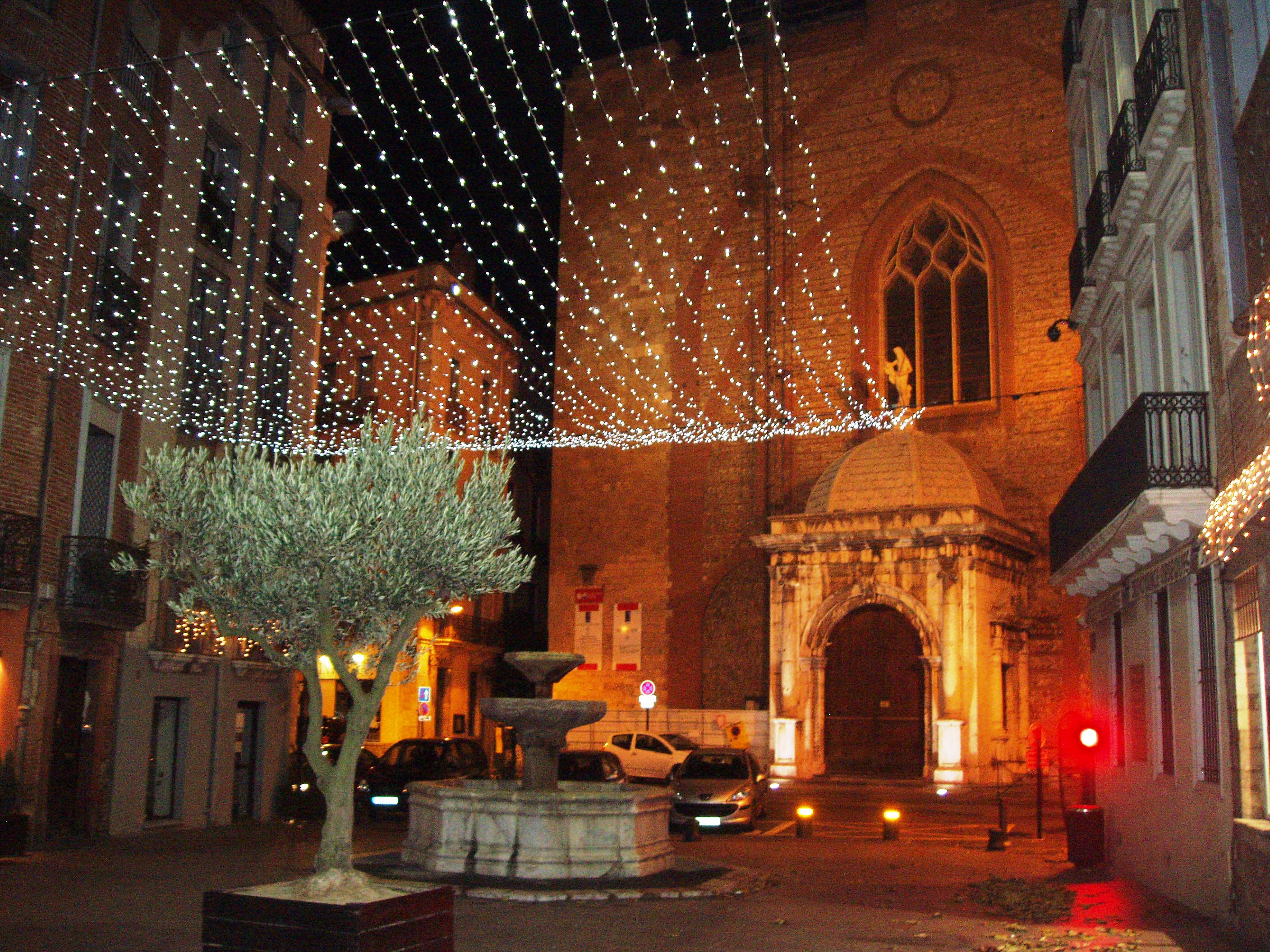
Katedrála sv. Jana Křtitele

První zmínka o stálém sídle na tomto území byla vytvořena roku 927. Neslo název villa Perpiniarum. Brzy se stal Perpignan hlavním městem hrabat z Roussillonu. Roku 1172 hrabě Girard II. uzavřel vleklou válku se sousedním hrabstvím ampuriaským. Poté odkázal oslabený Roussillon do rukou Alfonse I., barcelonského hraběte, jelikož zemřel bez potomků. Francouzské právo na feudální panství nad Roussillonem bylo zrušeno Ludvíkem IX. v Corbeilské smlouvě.

### Aragonské panství
Když Jakub I. Dobyvatel (král aragonský a hrabě barcelonský) založil roku 1276 království mallorské, stal se Perpignan hlavním městem vnitrozemských území nového státu. Následující úspěšná desetiletí jsou považována za zlatou dobu v historii tohoto města. V městě kvetla výroba oblečení, kožedělnictví, zlatnictví ale i dalších luxusních předmětů. Francouzský král Filip III. zemřel roku 1285, právě když se vracel z neúspěšně křížové výpravy proti aragonské koruně. Roku 1324 započala stavba katedrály svatého Jana Křtitele
V roce 1344 Petr IV. připojil Mallorské království znovu k Aragonii a Perpignan znovu přejalo barcelonské hrabství. Během několika let město ztratilo přibližně polovinu obyvatel kvůli epidemii černé smrti. Roku 1463 na město zaútočil a posléze ho pokořil francouzský král Ludvík XI: a již o deset let později byli Francouzi nuceni krutě potlačit povstání proti jejich vládě. To se jim po dlouhém obléhání podařilo. Roku 1493 se město vrátilo znovu pod aragonskou korunu, francouzský král Karel VIII. si tímto darem Ferdinandovi II. Aragonskému chtěl ponechat volné ruce, aby mohl podniknout svou invazi do Itálie.
Znovu oblehnut a zabrán Francouzi během třicetileté války v září 1642 byl Perpignan uznán Pyrenejským mírem (1659) jako součást Francouzského království.

## Biskupství
Katedrála svatého Jana Křtitele (Cathédrale Saint-Jean-Baptiste de Perpignan) je římskokatolická katedrála a národní památka Francie. Byla postavena v letech 1324–1509 v gotickém slohu na popud mallorského krále Sancha Mírného. V 19. a 20. století byla restaurována. Ponejprv byla katedrála sídlem biskupů z Elne. Poté se roku 1602 biskupství přejmenovalo na perpignanské.

## Osobnosti
- Étienne Arago (1802–1892), spisovatel a politik
- Frédérick Bousquet (* 1981), plavec, olympionik
- Hyacinthe Rigaud (1659–1743), malíř
- Jan I. Aragonský (1350–1396), aragonský král
- Christian d'Oriola (1928–2007), šermíř, olympionik
- Louis Rousselet (1845–1929), spisovatel, fotograf a cestovatel

## Partnerská města
- Hanover, Německo
- Lancaster, Spojené království
- Lake Charles, USA
- Sarasota, USA
- Týros, Libanon
- Girona, Španělsko
- Barcelona, Španělsko
- Figueres, Španělsko
- Ma'alot-Taršicha, Izrael
- Tavira, Portugalsko